# إبراهيم الأحدب
إبراهيم الأَحدب (1242 - 1308هـ/1826 - 1891م)، عالم لغوي وأديب صحافي من رواد النهضة العربية. تخصص في العلوم الدينية واللغوية، وجمع بين الفقه والأدب والصحافة، عضو مجلس معارف بيروت.. عمل في المحكمة الشرعية ببيروت حتى أصبح رئيسًا لكتّابها . 

## ولادته
ولد إبراهيم علي الأحدب عام 1826 في طرابلس شمالي لبنان، لأسرة عربية من آل الأحدب والتي ظهر فيها عدد من الأعيان . 

## تعليمه
وتلقى علومه أولا في مدارس طرابلس الشام، وقرأ القرآن وجوّده في سن مبكرة، وتتلمذ على الشيخ عرابي أفندي بالمدرسة السقرقية، ثم درس على الشيخ عبد الغني الرافعي الفاروقي في المدرسة الطوشية، وأحاط بعلوم الشريعة واللغة،  يعينه على ذلك ذاكرة قوية، وبديهة حاضرة، ولسان طيعٌ، وقدرة على ارتجال الشعر.
زار الآستانة ومكث فيها أربع سنوات والتقى بمثقفيها وجمعياتها فوجد كل إكرام، ولاسيما من السلطان عبد الحميد الذي خصه إبراهيم ببعض قصائده.

## حياته الأدبية والاجتماعية
عاد إلى لبنان بعد إنهاء دراسته فاتخذه سعيد جنبلاط مستشاراً له في الأمور الشرعية، وعهد إليه بتدريس أولاده. وفي أثناء إقامته في المختارة تزوج فتاة من أسرة الخطيب ورزق منها خمسة أبناء، ثم انتقل إبراهيم إلى بيروت وعمل في المحكمة الشرعية وارتقى حتى أصبح رئيس كتابها وتولى تحرير صحيفة «ثمرات الفنون» واستمر في عمله ما يزيد على ثلاثين سنة.
وفي سنة 1289هـ/1872م زار إبراهيم مصر واتصل بعلمائها وأدبائها وتوثقت معرفته بالشيخ عبد الهادي الأبياري وأنتجت صلتهما صفحات من الإخوانيات جمعت في كتاب «الوسائل الأدبية في الرسائل الأحدبية». وكانت مجالس الشيخ إبراهيم ندوات يتلاقى فيها الأدباء من الكتاب والشعراء.

## أعماله
كان إبراهيم غزير الإنتاج إذ ترك ما يناهز خمسة وعشرين مؤلَّفاً وعشرين رواية استقاها من تاريخ الأدب العربي من بينها «جميل بثينة» و«كُثيّر عزة»، أو من التاريخ العام مثل «مَزْدَك» و«الاسكندر المقدوني» وقد مثلت هذه الرواية في دمشق أمام واليها راشد باشا. وله كذلك ثلاثة دواوين شعرية يقدر ما نظمه فيها بثمانين ألف بيت، من بينها ديوان «النفح المسكي في الشعر البيروتي» ومما كتب «ذيل ثمرات الأوراق» لابن حجة الحموي (طبع على هامش المستطرف)، و«كشف المعاني والبيان عن رسائل بديع الزمان»، و«كشف الأرب عن سر الأدب» (وهو شعر) و«فرائد اللآل في مجمع الأمثال» نظم فيه الأمثال التي جمعها الميداني في نحو ستة آلاف بيت، وعني ولداه بطبعه و«فرائد الأطواق في أجياد محاسن الأخلاق» جارى فيه الزَمَخْشريّ في كتابه «أطواق الذهب».

### نهج إبراهيم الشعري
سار إبراهيم الأحدب في أدبه على نهج القدماء، فهو في الشعر من المحافظين، وأكثر قصائده في المديح. أما في النثر فقد درج على كتابة الافتتاحيات والمقالات التي يتناول فيها القضايا الخلقية والدينية، وكان يبدؤها بعنوان ثابت (يا فتّاح) وكان يرى في الصحافة وسيلة لنشر أفكاره. وأما في رواياته فقد كان أقرب إلى التجديد، وكان بعضها مدرسياً تعليمياً، وبعضها الآخر مقتبساً عن الفرنسية التي كانت تترجم له ثم يصوغها بأسلوبه.
كما ترسّم خُطا بديع الزمان الهمداني والحريري فكتب مقامات أثبت فيها مقدرته اللغوية وحفظه أشعار العرب وخطبهم وأمثالهم. وقد بلغت ثمانياً وثمانين مقامة منها المقامة الدمشقية ومقامة العزلة، وليس في مقاماته حبكة، وقد يكرر الحادث الواحد فيها، وفي معظمها حديث عن المرأة وشؤونها.